# Alouatta juara
O bugio-vermelho-do-rio-juruá é uma espécie de primata que habita o noroeste da Amazônia, no Brasil, Peru, Venezuela e Colômbia. Ocorre ao sul do rio Solimões, e caso seja confirmado que é a mesma espécie que A. seniculus amazonica, sua ocorrência é estendida ao norte desse rio. É encontrado principalmente nas florestas de várzeas.
Possui pelagem marrom-avermelhada com região dorsal e terço final da cauda mais clara, quase dourada.